# Games Done Quick
Games Done Quick (spesso abbreviato in GDQ) è una maratona di speedrun per beneficenza, tenuta negli Stati Uniti con cadenza semiannuale, originariamente organizzata da Speed Demos Archive e da altre comunità di Speedrun Live. A partire dal 2015, viene gestita da Games Done Quick, LLC. La prima edizione dei GDQ si è svolta nel 2010, e da allora i vari eventi hanno raccolto denaro per diverse associazioni di beneficenza, le più ricorrenti delle quali sono la Prevent Cancer Foundation e Medici senza frontiere. Gli eventi vengono trasmessi in diretta su Twitch. Durante lo svolgimento degli eventi, che si estendono su un periodo di vari giorni consecutivi, gli spettatori vengono incoraggiati a donare per apportare modifiche o incentivi alle diverse speedrun in programma (come, ad esempio, scegliere il nome dei personaggi o far sì che il runner affronti delle sfide particolari) e per avere la possibilità di vincere dei premi. Nell'arco di ventidue maratone, sono stati raccolti più di 19 milioni di dollari.

## Organizzazione
Gli speedrunner si alternano per dimostrare la loro abilità nel completare vari videogiochi nel minor tempo possibile, giocando di fronte a un pubblico oltre che in diretta streaming attraverso Twitch. Occasionalmente, queste run vengono eseguite in maniere specifiche o inusuali, completando ad esempio ogni livello al 100%, finendo il gioco bendati, o facendo gareggiare molteplici runner l'uno contro l'altro in una sfida di velocità. Le speedrun agli eventi di GDQ includono sia titoli moderni che "retro". Le run sono tipicamente accompagnate dal commento in diretta del (o dei) runner stessi e di altri giocatori esperti, oltre che dai messaggi delle donazioni fatte dagli spettatori e lette da un annunciatore.
La maggior parte delle run più popolari includono glitch e discussioni tra il runner e i commentatori in cui vengono descritte le strategie utilizzate per completare il gioco nel modo più efficiente possibile, specialmente durante le sezioni di gioco particolarmente ripetitive o in cui non è richiesta particolare abilità da parte del runner. Le donazioni da parte degli spettatori possono includere esperienze personali riguardanti la causa per cui l'evento sta raccogliendo fondi (ad esempio storie di persone care nella loro lotta contro il cancro), oltre che commenti ironici con riferimenti alla comunità dello speedrunning o alla particolare run in corso. Dal momento che gli eventi si svolgono in diretta streaming e con un grande numero di spettatori, i runner e i commentatori sono invitati ad evitare un linguaggio osceno o un comportamento offensivo, a causa dei quali potrebbe venir impedito loro di partecipare alle maratone future.

## Storia
Lo scrittore e speedrunner Eric Koziel identifica due importanti precursori di Games Done Quick: la campagna di beneficenza "Desert Bus for Hope" organizzata da LoadginReadyRun nel novembre del 2007, e una serie di maratone di speedrun per beneficenza organizzate da The Speed Gamers e iniziate nel marzo del 2008.
Nel gennaio 2010, durante il MAGFest 8, gli utenti del sito Speed Demos Archive decisero di realizzare una maratona di beneficenza. Il tema dell'evento erano i videogiochi a 8 e 16 bit, pertanto venne denominato "Classic Games Done Quick" (dopo il progetto di speedrunning Quake Done Quick degli anni '90). A causa dei problemi di connettività all'hotel del MAFGest, l'amministratore di Speed Demos Archive, Mike Usama, fu costretto a spostare l'evento a casa di sua madre; l'evento riuscì comunque a raccogliere oltre 10 000 $ per l'organizzazione umanitaria CARE.

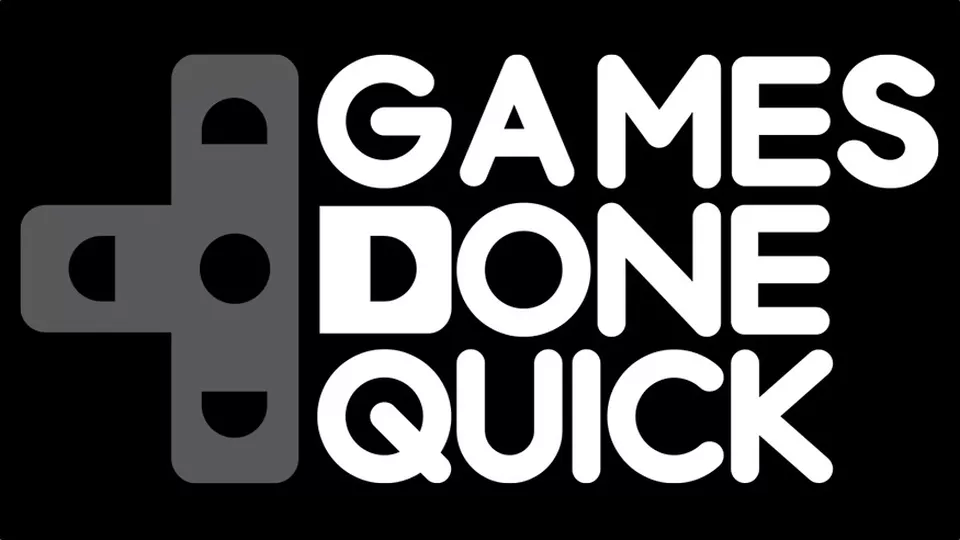
Il precedente logo di Games Done Quick, utilizzato fino al 2018

In seguito a questo successo iniziale, venne organizzata la prima maratona di Awesome Games Done Quick (abbreviato in AGDQ), che si tenne a gennaio 2011, su un periodo di tempo che venne esteso da due a cinque giorni. L'evento incluse giochi più moderni, come Halo e Portal, e raccolse più di 50 000 $ per la Prevent Cancer Foundation. La prima edizione di Summer Games Done Quick (abbreviato in SGDQ) si è tenuta nell'agosto 2011, raccogliendo 20 000 $ per la "Organisation for Autism Research". Da allora, sia gli eventi di Awesome Games Done Quick che di Summer Games Done Quick vengono tenuti regolarmente ogni anno, raccogliendo somme di denaro più grandi ad ogni edizione.
Alcune maratone aggiuntive sono state organizzate nel corso degli anni in occasione di eventi particolari. L'evento denominato Japan Relief Done Quick, realizzato in supporto delle vittime del terremoto e maremoto del Tōhoku del 2011 e tenuto nel marzo dello stesso anno, raccolse oltre 25 000 $. Un evento promozionale per il 10º anniversario della serie di God of War, tenuto il 20 marzo 2015 e della durata di cinque ore, ha inoltre raccolto 3500 $ per la AbleGamers Foundation.

## Lista delle maratone

### Awesome Games Done Quick
| Data              | Luogo | Beneficenza               | Somma raccolta | Note |
| ----------------- | --- | ------------------------- | -------------- | --- |
| 1–3 gennaio 2010  | Era stato previsto come luogo l'Hilton Alexandria Mark Center ad Alexandria, Virginia (durante il MAGFest 8), ma l'evento si è tenuto in una residenza privata | CARE                      | 10 532 $       | Prima e unica maratona ad essere stata chiamata Classic Games Done Quick                                                                      |
| 6–11 gennaio 2011 | National 4-H Youth Conference Center, Chevy Chase, Maryland | Prevent Cancer Foundation | 52 520 $       | |
| 4–9 gennaio 2012  | National 4-H Youth Conference Center, Chevy Chase, Maryland | Prevent Cancer Foundation | 149 045 $      | Primo evento di GDQ a raccogliere oltre 100 000 $                                                                                             |
| 6–12 gennaio 2013 | National 4-H Youth Conference Center, Chevy Chase, Maryland | Prevent Cancer Foundation | 448 425 $      | |
| 5–11 gennaio 2014 | Crowne Plaza Dulles, Herndon, Virginia | Prevent Cancer Foundation | 1 031 665 $    | Primo evento di GDQ a raccogliere oltre 1 000 000 $                                                                                           |
| 4–10 gennaio 2015 | Hilton Washington Dulles, Herndon, Virginia | Prevent Cancer Foundation | 1 576 085 $    | |
| 3–10 gennaio 2016 | Hilton Washington Dulles, Herndon, Virginia | Prevent Cancer Foundation | 1 216 309 $    | |
| 8–15 gennaio 2017 | Hilton Washington Dulles, Herndon, Virginia | Prevent Cancer Foundation | 2 222 791 $    | È stato il primo evento di GDQ a raccogliere oltre 2 000 000 $, nonché il primo ad aver raccolto oltre 1 000 000 $ in un solo giorno          |
| 7–14 gennaio 2018 | Hilton Washington Dulles, Herndon, Virginia | Prevent Cancer Foundation | 2 294 612 $    | Ultimo evento ad essere tenuto all'Hilton Washington Dulles                                                                                   |
| 6–13 gennaio 2019 | Rockville, Maryland | Prevent Cancer Foundation | 2 425 779 $    | |
| 5-12 gennaio 2020 | DoubleTree Hilton, Orlando, Florida | Prevent Cancer Foundation | 3 164 002 $    | Attualmente l'evento con la somma più alta guadagnata. L'edizione si è tenuta in Florida per celebrare il decimo anniversario della maratona. |

### Summer Games Done Quick
| Data                     | Luogo                                                       | Beneficenza                      | Somma raccolta | Note |
| ------------------------ | ----------------------------------------------------------- | -------------------------------- | -------------- | --- |
| 4–6 agosto 2011          | La residenza di uno dei partecipanti a West Bountiful, Utah | Organisation for Autism Research | 21 397 $       | |
| 24–28 maggio 2012        | La residenza di uno dei partecipanti a West Bountiful, Utah | Organisation for Autism Research | 46 279 $       | |
| 25–30 luglio 2013        | Sheraton Denver Tech Center, Greenwood, Colorado            | Medici senza frontiere           | 257 181 $      | |
| 22–28 giugno 2014        | Crowne Plaza Denver International Airport, Denver, Colorado | Medici senza frontiere           | 718 235 $      | 82 985 $ sono stati ricavati grazie all'Humble Bundle di SGDQ 2014                                                                                                   |
| 26 luglio–2 agosto 2015  | Crowne Plaza St. Paul Riverfront, Saint Paul, Minnesota     | Medici senza frontiere           | 1 215 601 $    | |
| 3–9 luglio 2016          | Hilton Minneapolis Downtown, Minneapolis, Minnesota         | Medici senza frontiere           | 1 294 139 $    | Prima edizione dei Summer Games Done Quick ad aver raccolto più denaro rispetto all'AGDQ dello stesso anno                                                           |
| 2–9 luglio 2017          | Minneapolis Marriott City Center, Minneapolis, Minnesota    | Medici senza frontiere           | 1 792 632 $    | |
| 24 giugno–1º luglio 2018 | DoubleTree Hilton, Bloomington, Minnesota                   | Medici senza frontiere           | 2 144 494 $    | Prima edizione dei Summer Games Done Quick ad aver raccolto oltre due milioni di dollari                                                                             |
| 23 giugno–30 giugno 2019 | DoubleTree Hilton, Bloomington, Minnesota                   | Medici senza frontiere           | 3 039 576 $    | Primo evento di Games Done Quick ad aver raccolto oltre tre milioni di dollari, nel quale è stato raccolto un milione di dollari più velocemente di sempre (al 2019) |

### Maratone speciali
| Maratona                 | Data               | Luogo                                                       | Beneficenza | Somma raccolta | Note |
| ------------------------ | ------------------ | ----------------------------------------------------------- | --- | -------------- | --- |
| Japan Relief Done Quick  | 7–10 aprile 2011   | I runner hanno trasmesso gli stream dalle loro abitazioni   | Medici senza frontiere | 25 800 $       | Una maratona per supportare le vittime del terremoto e maremoto del Tōhoku del 2011 |
| God of War Done Quick    | 20 marzo 2015      | Sony Santa Monica Studio                                    | AbleGamers Foundation | 3500+ $        | Evento speciale tenuto ai Sony Santa Monica Studio in occasione dell'anniversario dei 10 anni della serie di God of War. I giochi che sono stati presenti all'evento includono God of War I, II, III, Ascension e le versioni PlayStation 3 di Chains of Olympus e Ghost of Sparta originariamente pubblicate per PlayStation Portable. |
| Harvey Relief Done Quick | 1–3 settembre 2017 | I runner hanno trasmesso gli stream dalle loro abitazioni   | Houston Food Bank | 229 520 $      | Una maratona per supportare le vittime dell'uragano Harvey in Texas |
| Games Done Quick Express | 26–28 ottobre 2018 | San Jose Convention Center, San Jose (durante il TwitchCon) | Organizzazioni di beneficenza partecipanti al TwitchCon Charity Plaza: AbleGamers, American Foundation for Suicide Prevention, Call of Duty Endowment, Direct Relief, Medici senza frontiere, Extra Life, Make-A-Wish Foundation, Save the Children, St. Jude Children's Research Hospital, To Write Love on Her Arms | 139 869 $      | Maratona tenutasi durante il TwitchCon 2018 |